# Ljungaverk
Ljungaverk er et byområde i Ånge kommun i Västernorrlands län i Sverige. I 2010 var indbyggertallet 885.